# Моосзеедорф
Моосзеедорф (нім. Moosseedorf) — громада  в Швейцарії в кантоні Берн, адміністративний округ Берн-Міттельланд.

## Географія
Громада розташована на відстані близько 9 км на північ від Берна.
Моосзеедорф має площу 6,4 км², з яких на 30,5% дозволяється будівництво (житлове та будівництво доріг), 30% використовуються в сільськогосподарських цілях, 36% зайнято лісами, 3,5% не є продуктивними (річки, льодовики або гори).

## Демографія
2019 року в громаді мешкало 4130 осіб (+15,7% порівняно з 2010 роком), іноземців було 20%. Густота населення становила 647 осіб/км².
За віковим діапазоном населення розподілялося таким чином: 20,3% — особи молодші 20 років, 60,9% — особи у віці 20—64 років, 18,7% — особи у віці 65 років та старші. Було 1876 помешкань (у середньому 2,2 особи в помешканні).
Із загальної кількості 5334 працюючих 32 було зайнятих в первинному секторі, 1490 — в обробній промисловості, 3812 — в галузі послуг.